# Lange Aviation
Pour les articles homonymes, voir Lange.
 (avril 2011).
Si vous disposez d'ouvrages ou d'articles de référence ou si vous connaissez des sites web de qualité traitant du thème abordé ici, merci de compléter l'article en donnant les références utiles à sa vérifiabilité et en les liant à la section « Notes et références ».
Lange Aviation GmbH, anciennement Lange Flugzeugbau, est une entreprise allemande qui conçoit et fabrique des planeurs et des motoplaneurs. Elle a été fondée en 1996 par Axel Lange. En 2011, elle emploie 42 personnes.

## Historique

### Les origines
En 2005, Lange Aviation est la première société à fabriquer un motoplaneur conçu pour être propulsé par un moteur électrique, l'Antares 20E. Le nouveau système de propulsion fonctionne avec des batteries lithium-ion, un onduleur et un moteur alternatif asynchrone. Les essais en vol ont débuté en 1999 avec un DG-800B modifié qui se nomme Lange LF 20 E. Ce démonstrateur effectua son premier vol le 7 mai 1999. Ce démonstrateur permit de valider les choix technologiques. Le 28 mai 2006, le Lange Antares 18 S, planeur pur de 18 mètres, effectua son premier vol.

### Lange Faserverbundtechnik
En juillet 2007, la société fait faillite. En septembre 2007, elle est recapitalisée par Lange Faserverbundtechnik GmbH, qui en rachète tous les actifs. Elle déménage  la production de la gamme Antares sur l'aérodrome de Zweibrücken. Avril 2011, elle présente le Lange Antares 23E à l'Aéro[Quoi ?] de Friedrichshafen.